# Mark Spörrle
Mark Spörrle ( /ˈmaʀk ˈʃpœʀlə/) (Flensburgo, 18 agosto 1967) è un giornalista tedesco.

## Carriera giornalistica
Ricopre il ruolo di redattore e vice-capo servizio per il settimanale Die Zeit e firma la rubrica satirica Irrwitz der Woche ("La pazzia della settimana"). Nella sua carriera, ha collaborato fra gli altri, anche con l'inserto Das Magazin della Süddeutsche Zeitung e con Die Woche. 

È stato l'ideatore di diverse trasmissioni televisive, fra cui anche un format precursore della trasmissione settimanale satirica "Samstag Nacht".
In Italia è noto per alcuni reportage (Berlino - Palermo e Mosca - Lisbona) realizzati insieme al collega Beppe Severgnini e nati dalla collaborazione tra il Corriere della Sera, Die Zeit ed il Goethe-Institut nel 2010 e 2011.

## Carriera letteraria
Dalla sua penna sono usciti i due bestseller:
- Ist der Herd wirklich aus? Irrwitzige Geschichten aus dem wahren Leben, Rowohlt, 2005;
- Senk ju vor träwelling – Wie Sie mit der Bahn fahren und wirklich ankommen, Herder, 2008.

## Curiosità
Suo padre è Günter Spörrle, un attore cinematografico e televisivo tedesco.